# Maybe I'm Dreaming
Maybe I'm Dreaming is het tweede muziekalbum van Owl City. Het album werd uitgebracht op 16 december 2008.

## Nummers
| Nr. | Titel                                           | Duur |
| --- | ----------------------------------------------- | ---- |
| 1.  | On the Wing                                     | 5:04 |
| 2.  | Rainbow Veins                                   | 4:40 |
| 3.  | Super Honeymoon                                 | 3:22 |
| 4.  | The Saltwater Room (met zang van Breanne Duren) | 4:52 |
| 5.  | Early Birdie                                    | 4:16 |
| 6.  | Air Traffic                                     | 3:01 |
| 7.  | The Technicolor Phase                           | 4:27 |
| 8.  | Sky Diver                                       | 2:48 |
| 9.  | Dear Vienna                                     | 3:58 |
| 10. | I'll Meet You There                             | 4:19 |
| 11. | This Is the Future                              | 2:51 |
| 12. | West Coast Friendship                           | 4:04 |